# Гальчевский, Яков Васильевич
Яков Васильевич Гальчевский (укр. Яків Васильович Гальчевський), также известен как Якуб Войнаровский (пол. Jakub Wojnarowski); 22 октября 1894 года, Гута-Литынская — 22 марта 1943 года, Пересоловичи) — украинский военный деятель, публицист, писатель, историограф.

## Биография
Яков Гальчевский — участник Первой мировой войны, участник Гражданской войны и вооружённой борьбы против большевиков 1918—1925 годов, участник Второй мировой войны. Унтер-офицер и офицер Российской императорской армии. Неоднократно ранен. Награждён Орденом Святого Станислава 3-й степени, Орденом Святой Анны 4-й степени.
Соратник С. В. Петлюры. Полковник армии УНР, командир 61-го полка им. Симона Петлюры, атаман и один из командующих антибольшевистского партизанского движения Правобережной Украины в 1922—25 годы. Капитан, майор польской армии, участник войны против немцев в сентябре 1939 года на стороне Польши (см. Польская кампания вермахта (1939)). Организатор украинского Холмского легиона самообороны.
Автор ряда публикаций в украинской прессе 1930—1940 («Вісник», «Діло»), 2-х томника «Против красных оккупантов» (1-й том издан в Кракове 1941 г., 2-й том, Львов, 1942 г.), историософская монография «Без названия» — январь 1942 год.
Погиб в бою с солдатами Армии Крайовой в селе Переселовичи.

## Хронология
- лето, 1914 — призван в Российскую Императорскую Армию, направлен во 2-ю запасную артиллерийскую бригаду в городе Казань.
- май, 1915 — окончил 2-ю Житомирскую школу прапорщиков.
- июль, 1915 — командир маршевой роты 22-го запасного пехотного батальона в городе Винница.
- август, 1915 — служба на Западном фронте, в 1-м стрелковом полку 1-й Туркестанской дивизии 1-го Туркестанского армейского корпуса под командованием генерала кавалерии С. М. Шейдемана. Командир роты конной разведки.
- октябрь-ноябрь, 1916 — командир роты, командир пулемётной роты, и. о. адъютанта командира полка 29-го Туркестанского полка, 8-й Туркестанской стрелковой дивизии.
- апрель, 1917 — командир учебной дивизионной команды по подготовке подстаршин.
- сентябрь, 1917 — штабс-капитан, командир 3-го батальона, 29-го Туркестанского полка.
- 1917 — один из инициаторов создания и заместитель председателя Украинской казачьей рады 8-й Туркестанской дивизии.
- 1919—1921 — участник военных действий против большевиков на Правобережной Украине, был известен под псевдонимами «Атаман Орёл» и «Атаман Войнаровский»[1].
- 1919 — отряды Гальчевского, поддержав призыв атамана «партизан Херсонщины и Таврии» Никифора Григорьева, освободили от большевиков Литын, Гайсин, Могилев, Брацлав и другие города.
- 1 мая 1922 — командир Подольской повстанческой группы из четырёх конных бригад.
- 1921—1922 — участник военных действий против большевиков, сражался против дивизий Котовского, Осадчего, 2-й дивизии Красного казачества, Самаро-Ульяновской (Башкирской) стрелковой дивизии, эскадронов Брацлавского полка, отрядов особого назначения и т. д.
- 22 августа, 1922 — Головной Атаман Армии УНР Симон Петлюра присвоил Я. В. Гальчевскому звание полковника.
- 1925 — последний рейд отрядов Гальчевского в УССР.
- 1925—1930 — занимается политической деятельностью, представляя правительство Украины в изгнании; сотрудничает с Польским генштабом, помогая в подготовке агентов для Советской Украины.
- 1 сентября 1930 — поступает, по контракту, на службу в Польскую армию в звании капитана (под фамилией Войнаровский); командир компании 67-й полка пехоты 4-й дивизии в Поморье.
- март, 1939 — майор Польской армии (по контракту)
- сентябрь, 1939 — командир польского батальона.
- 18 сентября, 1939 — сдался в плен немецкому командованию.
- январь, 1940 — освобождён из немецкого плена.
- 1942 — переходит на сторону УПА.
- 22 марта 1943 убит солдатами Армии Крайовой.